# Jan van Kessel il Giovane
Jan van Kessel il Giovane (Anversa, 23 novembre 1654 – Madrid, 1708) è stato un pittore fiammingo, figlio di Jan van Kessel il Vecchio.
Poco si sa della sua vita. Nacque ad Anversa nel 1648. Probabilmente ha studiato con su padre Jan van Kessel il Vecchio. Si trasferisce a Madrid, dove divenne un pittore alla corte per la quale ha fatto principalmente ritratti.

## Galleria d'immagini

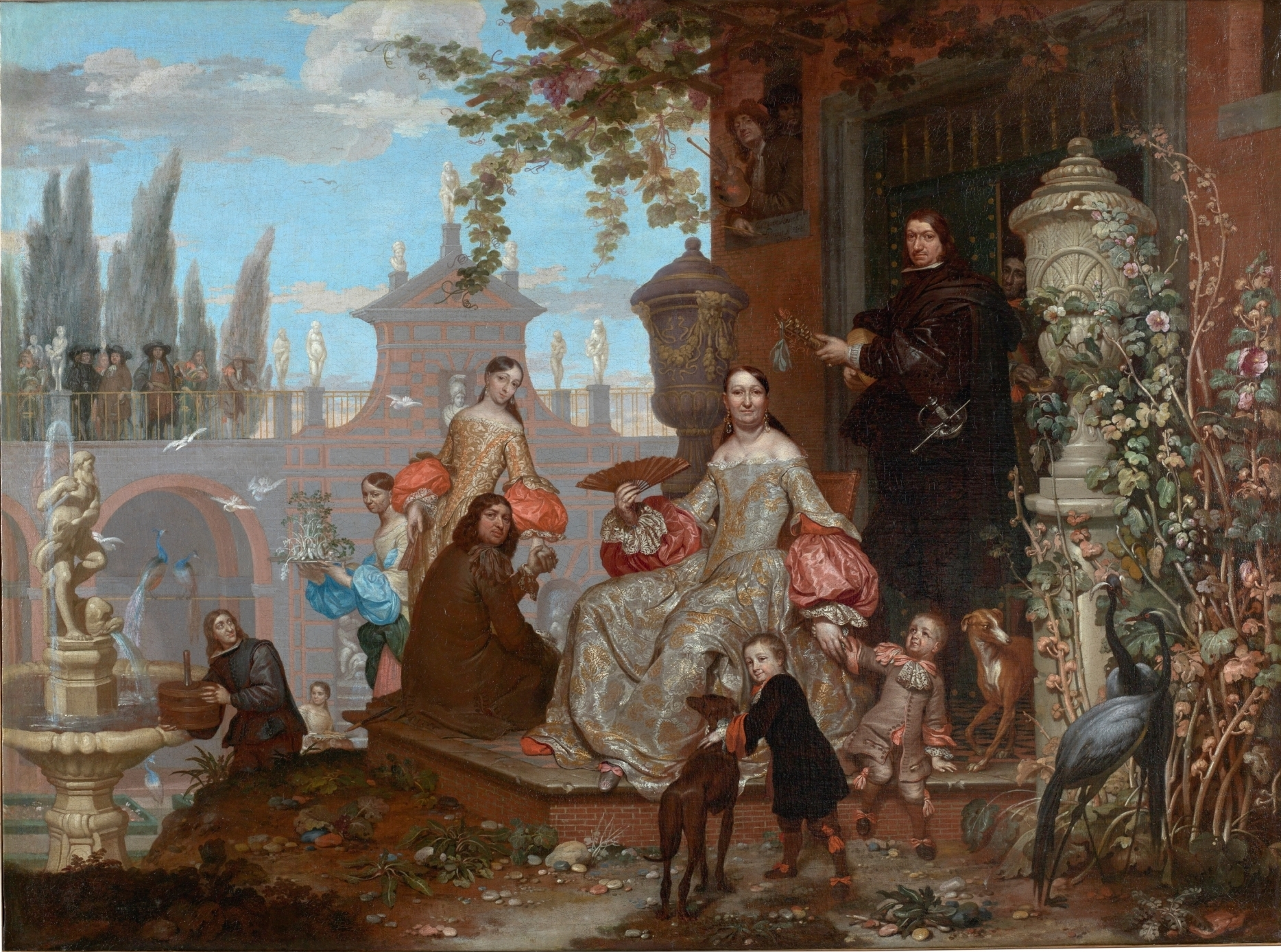
Ritratto di una famiglia in un giardino, 1679
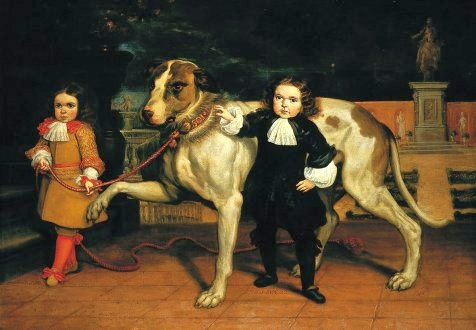
Nani con un cane